# 태평환우기
《태평환우기》(太平寰宇記)는 중국 북송(北宋) 시대에 악사(樂史)에 의해 편찬된 역사 서적이다. 총 200권으로 구성되어 있으며 《태평환우지》(太平寰宇志)라고도 한다.
송 태종(宋太宗) 때의 산천지리 및 인문 자료 등을 기록하고 있어 사료적 가치가 클 뿐 아니라, 각지마다 유명한 인물과 예문을 담는 본서의 체제는 남송 시대 왕상지(王象之)의 《여지기승》(輿地紀勝)과 축목(祝穆)의 《방여승람》(方輿勝覽) 이래로 후세 중국의 지리서의 모범이 되었다.

## 개요
《태평환우기》가 편찬된 북송 태평흥국(太平興國) 4년(979년)은 북송의 태종이 북한(北漢)을 멸망시키고 천하를 통일한 해였다. 편찬자인 악사는 천하가 통일된 것을 기념하기 위하여 《태평환우기》 200권 ・ 목록 2권을 지어 태종에게 바쳤다.
서문에 따르면 이보다 앞서 지리지로써 당나라(唐)의 가탐(賈耽)이 저술한 《고금군국현도사이술》(古今郡國縣道四夷述)이나 이길보(李吉甫)의 《원화군현도지》(元和郡縣圖誌)가 있었는데, 내용이 간략한 데다 시대를 내려오면서 변한 지명도 있었기에 문제가 생겼기에 이 책을 저술하게 되었다고 적고 있다. 《문헌통고》(文獻通考)는 《태평환우기》를 평하여 "태평흥국 중에 온 나라가 평정되어 천하가 하나로 통일되매, (악)사는 모든 예로부터의 산경지지를 모아서 그 오류를 고증하여, 이 책을 엮어 올린 것이다"(太平興國中, 盡平諸國, 天下一統, 史悉取自古山經地誌, 考證訛謬, 撰成此書上之)라고 하고 있다.
《태평환우기》에는 많은 서적들이 인용되어 있는데, 그 대부분이 당대나 오대(五代) 이전의 것으로 송뿐 아니라 당대의 지리를 알 수 있는 자료로써도 중요한 자료이다. 또한 당 이전에 편찬된 (오늘날에는 전하지 않는) 많은 지방 기록들을 실어 역사서의 부족함을 보충하였다는 점에서 사료적 가치가 높다.

## 구성과 내용
《태평환우기》는 당의 제도를 이어받아 《원화군현도지》의 체제를 모방하여 전국을 13개 도(道)로 나누어 주(州), 부(府), 현(縣) 및 송의 특수 행정구였던 군(軍), 감(監)을 구분하고 그 역대의 건치 연혁(建置 沿革), 호구(戶口), 풍속(風俗), 인물(人物), 관새(關塞), 정장(亭障), 명승 고적(名勝 古蹟), 사묘(祠廟) 등을 기록하였다. 우선 수도가 있던 하남도(河南道)의 동경개봉부(東京開封府)에서 시작해 주변 지역에 이르며, 171권까지 중국 관내 13도의 지리를 기록하고 나머지 29권은 주변의 사이(四夷)에 대해 기록하였다.
- 하남도(河南道, 권1-24)
- 관서도(關西道, 권25-39)
- 하동도(河東道, 권40-51)
- 하북도(河北道, 권52-71)
- 검남서도(劍南西道, 권72-82)
- 검남동도(劍南東道, 권82-88)
- 강남동도(江南東道, 권89-102)
- 강남서도(江南西道, 권103-122)
- 회남도(淮南道, 권123-132)
- 산남서도(山南西道, 권133-141)
- 산남동도(山南東道, 권142-149)
- 농우도(隴右道, 권150-156)
- 영남도(嶺南道, 권157-171)
- 사이(四夷, 권172-200)

## 판본
청나라 시기에 《태평환우기》는 권4와 권113-119의 8권이 빠져 있었다. 《사고전서》(四庫全書)를 편찬할 때에도 완전한 판본은 존재하지 않았다. 청나라 광서(光緒) 8년(1882년)의 금릉서국본(金陵書局本)이 교감이 뛰어난 판본으로 알려져 있으나, 이 역시 8권이 빠져 있었다. 일본의 왕실도서관인 궁내청 서릉부(宮內庁書陵部)가 소장한 잔권에는 중국에서는 빠져 있던 권 가운데 권113부터 권118까지의 6권을 포함하고 있었는데(다만 권 114는 후반부가 빠져 있었다) 청나라 말기의 《고일총서》(古逸叢書)에 그 6권이 수록되어 있으며, 누락이 많은 부분을 보충할 수 있었다.
근대에는 왕문초(王文楚)가 점교본(點校本)을 펴냈는데 이는 현존하는 가장 뛰어난 판본이라는 평가를 받고 있으며, 중화서국(中華書局)에서 펴낸 《중국고대지리총지총간》(中國古代地理總志叢刊)에 수록되어 있다.